# Лещёв, Василий Васильевич
Василий Васильевич Лещёв (29 июля 1916, Вышний Волочёк, Тверская губерния — 13 марта 1982, Калинин) — советский актёр театра, театральный режиссёр и педагог. Лауреат Сталинской премии (1952).

## Биография
Родился 16 (29) июля 1916 года в городе Вышний Волочёк, Тверская губерния (ныне — Тверская область). В 1939 году окончил Калининское театральное училище.
С 1934 по 1935 год — актёр Вышневолоцкого драматического театра.
В 1935—1940 и 1970—1977 годах — в труппе Калининского областного драматического театра.
В 1940—1941 и 1978—1982 годах — в Калининском ТЮЗе.
В 1949—1951 годах — в Ярославском академическом драматическом театре им. Ф. Г. Волкова.
С 1951 по 1969 год — в Иркутском академическом драматическом театре им. Н. П. Охлопкова.
В 1969—1970 годах — в Ставропольском драматическом театре.
Во время Великой Отечественной войны был художественным руководителем джаз-ансамбля Воронежского фронта.
Умер 13 марта 1982 года. Похоронен в Твери на Дмитрово-Черкасском кладбище.

### Личная жизнь
Супруга — актриса Юлия Уральская.

## Творчество

### Роли
- 1939 — «Сказка» М. А. Светлова — Ваня
- 1940 — «Коварство и любовь» Ф. Шиллера — Фердинанд
- 1941 — «Парень из нашего города» К. М. Симонова — Сергей Луконин
- 1951 — «Канун грозы» П. Г. Маляревского — Фёдоров
- 1974 — «Борис Годунов» А. С. Пушкина — Варлаам
- 1976 — «Старомодная комедия» А. Н. Арбузова — Родион Николаевич
- 1980 — «Не всё коту масленица» А. Н. Островского — Ермил Зотович Ахов

### Режиссёрские работы
Поставил спектакли в Калининском драматическом театре и Калининском ТЮЗе, в том числе:
- «Сказка о мёртвой царевне» (1940)
- «Старомодная комедия» А. Н. Арбузова
- «Не всё коту масленица» А. Н. Островского

Также осуществил постановку семи спектаклей в Народном театре Дома работников просвещения.

## Награды и премии
- Сталинская премия третьей степени (1952) — за исполнение роли Фёдорова в спектакле «Канун грозы» П. Г. Маляревского
- медаль «За отвагу» (2.10.1942)